# PKP-Baureihe SR61
Die Baureihe SR61 waren zwei Triebwagen der Polnischen Staatsbahn PKP aus ungarischer Produktion, die aus der PKP-Baureihe SN61 für die Inspektion von Eisenbahnstrecken umgebaut wurden.
Die Fahrzeuge wurden von ZNTK Poznań in den Jahren 1976 und 1985 aus Spenderfahrzeugen umgebaut und als SR61-001–002 bezeichnet. Sie wurden bis Mitte der 1990er Jahre verwendet. Der SR61-001 ist im Eisenbahnmuseum Kościerzyna erhalten.

## Geschichte
Das erste Fahrzeug entstand 1976 durch Umbau aus dem SN61-170, das zweite 1985 aus dem SN61-537.
Der SR61-001 wurde zuerst in Grabówek stationiert. Im Oktober 1976 wurde er nach Malbork versetzt. Nach einer Beheimatung in Warszawa Główna kam der Wagen im Mai 1977 nach Ustroń Polana. Der Triebwagen war bis 1996 eingesetzt und erhielt in diesem Zeitraum drei Hauptuntersuchungen. Heute befindet sich das Fahrzeug im Eisenbahnmuseum Kościerzyna.
Der Triebwagen SR61-002 wurde in Olsztyn eingesetzt und danach nach Warszawa Praga abgegeben. Dort war er bis in die 1990er Jahre beheimatet. Ab 1992 konnte er  nicht mehr mit eigener Maschinenanlage betrieben werden. Im Jahr 2001 wurde der Wagen aus dem Betriebsbestand genommen und anschließend verschrottet.

## Technische Merkmale
Der Umbau der Fahrzeuge, der anlässlich einer Hauptuntersuchung durchgeführt wurde, beschränkte sich auf den Einbau der Kontrolleinrichtungen für die Oberbauinspektion wie eine zusätzliche Kanzel auf der Nichtantriebsseite und einem zusätzlichen Stromabnehmer. Außerdem bekamen sie zusätzliche Prüfeinrichtungen an den Fahrzeugenden. Der SR61-002 bekam zudem einen zusätzlichen Scheinwerfer.
Der mechanische Aufbau der Triebwagen mit dem mechanischen Fünfgang-Getriebe blieb unverändert. Der SR61-001 behielt seinen Motor nach dem System Ganz-Jendrassik, der SR61-002 hatte vor dem Umbau einen Austauschmotor von Henschel erhalten. Die beiden Wagen waren gelb-rot lackiert.